# 呼延晏
呼延晏（？—4世紀），前趙將領，匈奴呼延氏，後封大司空、太保。

## 生平
呼延晏原為衛尉。311年，劉聰署其為使持節 、前鋒大都督 、前軍大將軍 ，配禁兵二萬七千，自宜陽入洛川，同時命王彌、劉曜及石勒進師會之。呼延晏在河南先後十二次打敗晉軍，打死三萬餘人。在王彌等到達之前，呼延晏留輜重于從前晉將張方的舊堡壘，進兵洛陽，攻陷平昌門，焚毀東陽、宣陽諸門及諸府寺，並在杜門打敗晉河南尹劉默。此時外援不到，呼延晏出東陽門，擄走王公以下子女二百餘人，並燒毀晉懷帝在洛水準備逃遁的船隻。
後王彌、劉曜抵達，與呼延晏合圍洛陽。洛陽城內大饑，到了人吃人的地步；晉朝群臣亦意志渙散。後前趙軍攻陷宣陽門，呼延晏與王彌攻入南宮，升太極前殿，縱兵大掠，悉收宮人珠寶。前趙俘獲晉懷帝及晉惠帝羊皇后、傳國六璽，送至都城平陽。
嘉平二年（312年），任尚书右仆射。後封大司空。時劉聰立了三位皇后，左司隸陳元達勸諫，被劉聰明升暗降為右光祿大夫。呼延晏與太尉范隆、大司馬劉丹、尚書令王鑒等皆抗表遜位，以讓元達。劉聰乃以元達為御史大夫、儀同三司。麟嘉三年（318年），刘聪临终以呼延晏為太保，並錄尚書事。
刘聪死后，後靳準殺害继任皇帝劉粲，劉曜從長安進軍平陽。呼延晏等从平阳到赤壁（今山西省河津市西北）與其會合。拥立刘曜称帝，劉曜即位後封呼延晏為司空。
建興十一年（323年），劉曜攻擊前涼，命呼延晏進攻桑壁的宁羌护军。呼延晏劝阻刘曜杀谏臣游子远，官至太傅。